# King’s Cross
King’s Cross – dzielnica w środkowym Londynie, na pograniczu gmin Camden i Islington, położona około 2 km na północny zachód od historycznego centrum miasta (City of London).
Nazwa King’s Cross („skrzyżowanie królewskie”) pierwotnie nadana została skrzyżowaniu dróg Euston Road, Pentonville Road i Gray's Inn Road, na środku którego w 1830 roku wzniesiono pomnik króla Jerzego IV. Budowa pomnika miała podnieść prestiż tych okolic i poprawić bezpieczeństwo na skrzyżowaniu, na którym zbiegało się siedem ulic. Według doniesień ówczesnej prasy pomnik był szpetny, pozbawiony walorów artystycznych i wykonany z najtańszych materiałów, a sam król nie był postacią popularną. Z tego też względu pomnik został rozebrany w 1842 roku (cokół przetrwał do 1845 roku). Mimo to nazwa King’s Cross przylgnęła zarówno do skrzyżowania jak i otaczającego ją obszaru.
Wcześniej obszar ten nosił nazwę Battle Bridge (dosł. „most bitewny”). Według obiegowej opinii nazwa ta wzięła się od rzekomo rozegranej w tym miejscu bitwy między Celtami pod dowództwem Budyki a Rzymianami. W rzeczywistości nazwa ewoluowała na przestrzeni wieków od Bradeford (1207), przez Bradefordebrigge (ok. 1387) i Batford Bridge (1625), a pierwotnie oznaczała „szeroki bród” lub „most nad szerokim brodem”, który znajdował się na płynącej tutaj rzece Fleet.
W połowie XVIII wieku Battle Bridge było niewielką miejscowością, a większą część obecnej dzielnicy King’s Cross zajmowały pola. Na początku XIX wieku w okolicach znajdowały się hałdy popiołu i składowiska odpadów. Miejsce to miało reputację uczęszczanego przez złodziei i morderców. Zmiana nazwy na King’s Cross miała pomóc w zmianie jego wizerunku. Duża część dzielnicy zabudowana została od lat 20. do 60. XIX wieku. Miała ona charakter mieszkalno-przemysłowy. Rozwojowi przemysłu sprzyjała budowa kanału Regent’s Canal (1820) oraz infrastruktury kolejowej. W 1852 roku, w miejscu zajmowanym wcześniej przez szpital dla chorych na ospę, otwarty został dworzec kolejowy King’s Cross, a w 1868 roku w jego bezpośrednim sąsiedztwie – dworzec St Pancras.
W okresie od zakończenia II wojny światowej do lat 80. XX wieku nastąpił zanik przemysłu, a wraz z nim pojawił się problem bezrobocia i przestępczości. Dawne zakłady przemysłowe pozostawały opuszczone i popadły w ruinę. Na początku XXI wieku przeprowadzone zostały znaczne inwestycje mające na celu rewitalizację dzielnicy. Od 1998 roku swoją siedzibę ma tutaj Biblioteka Brytyjska.

## Galeria

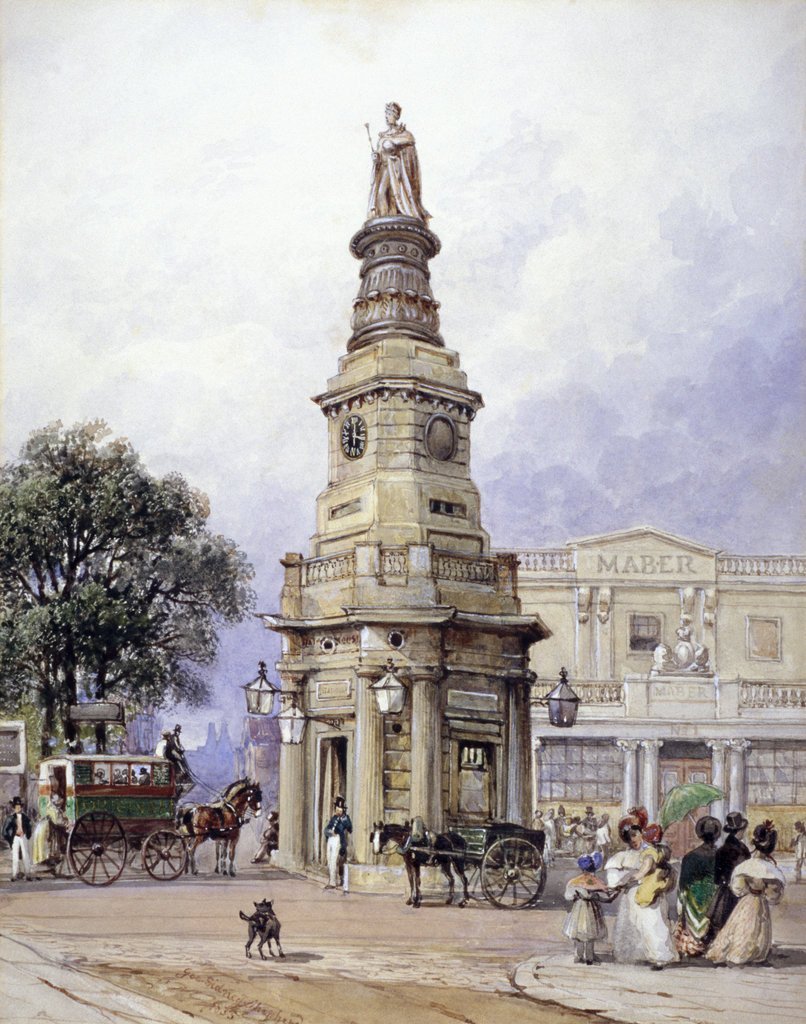
Pomnik króla Jerzego IV, ilustracja z 1835 roku
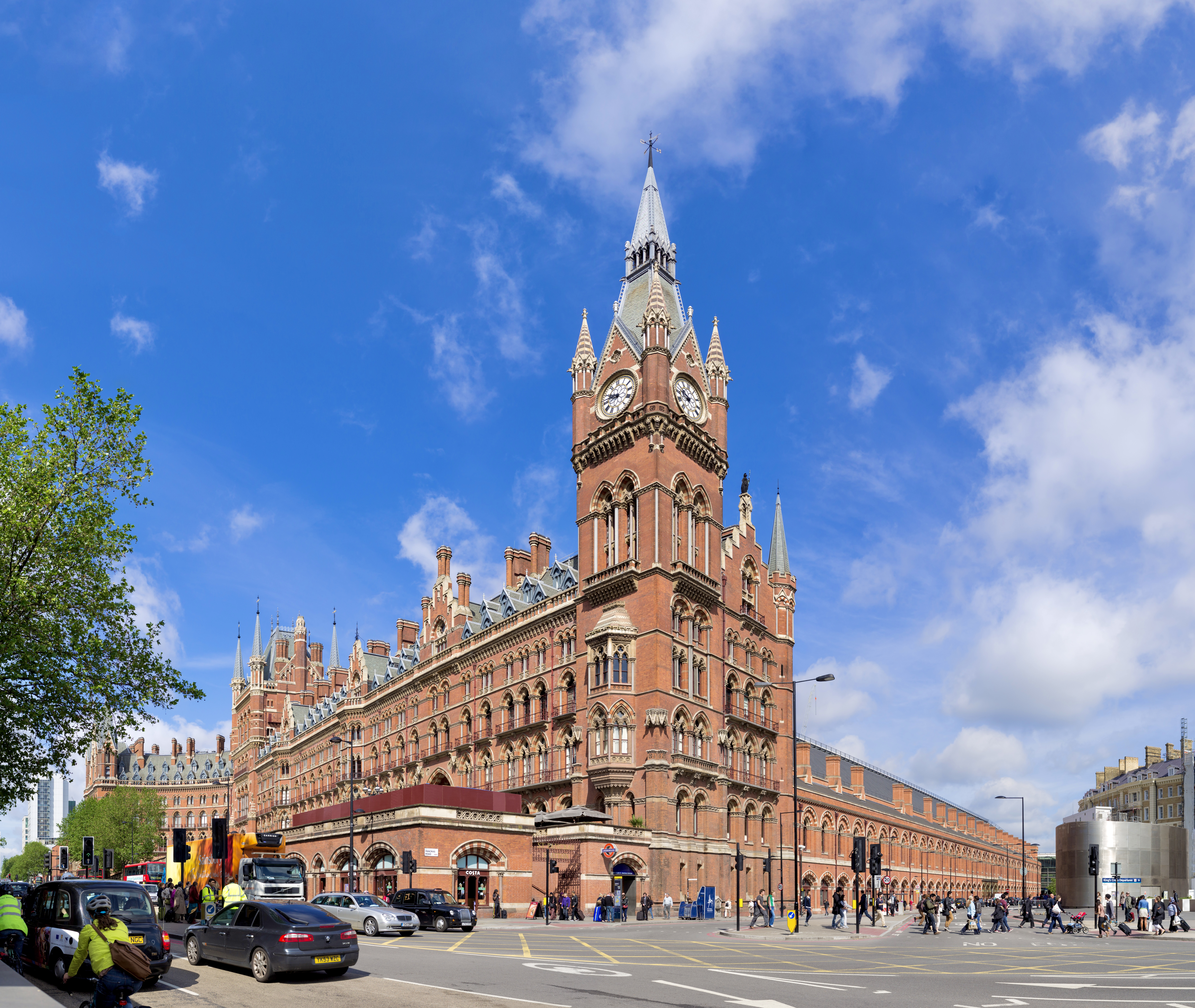
Budynek dworca St Pancras
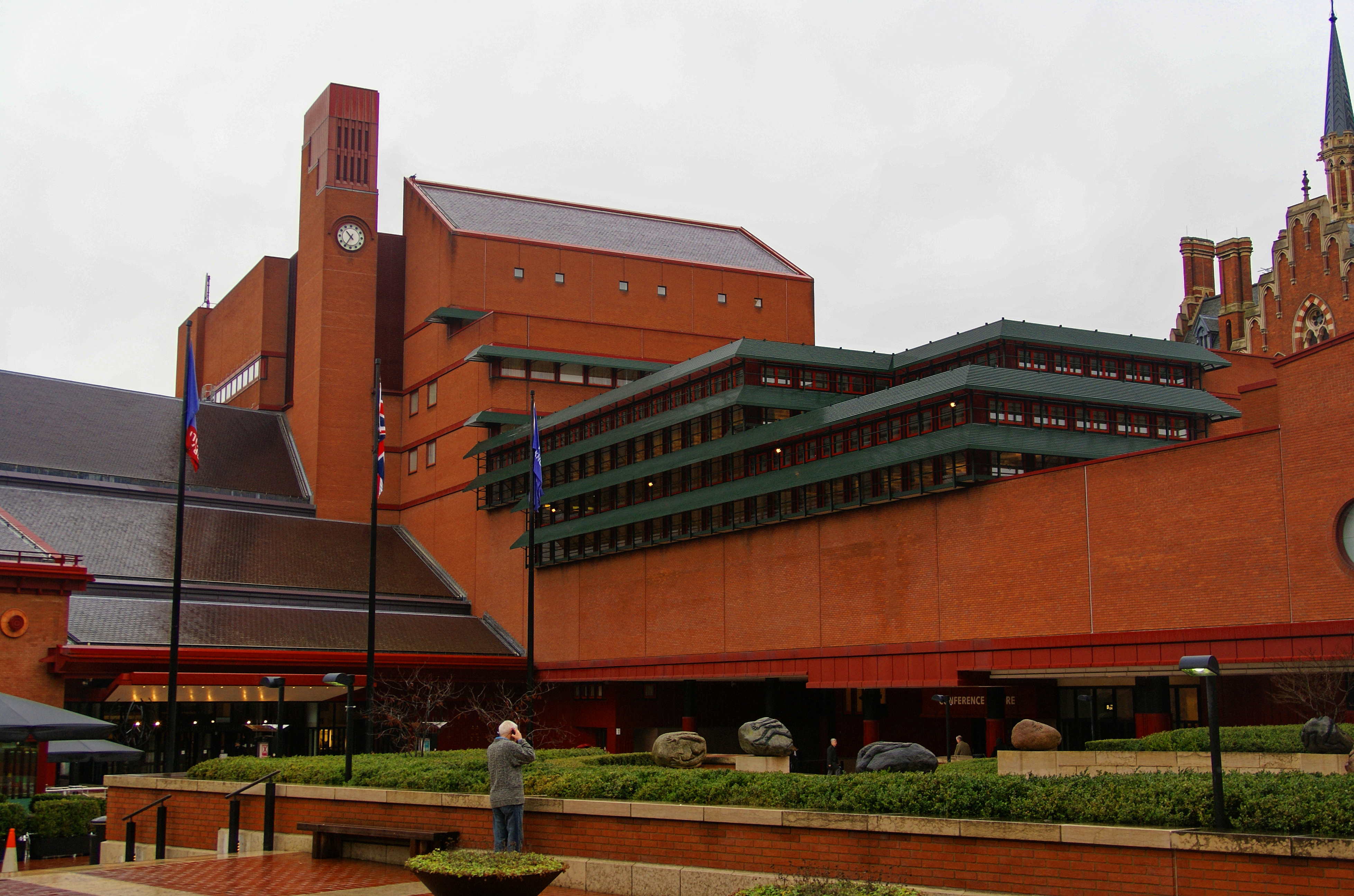
Gmach Biblioteki Brytyjskiej
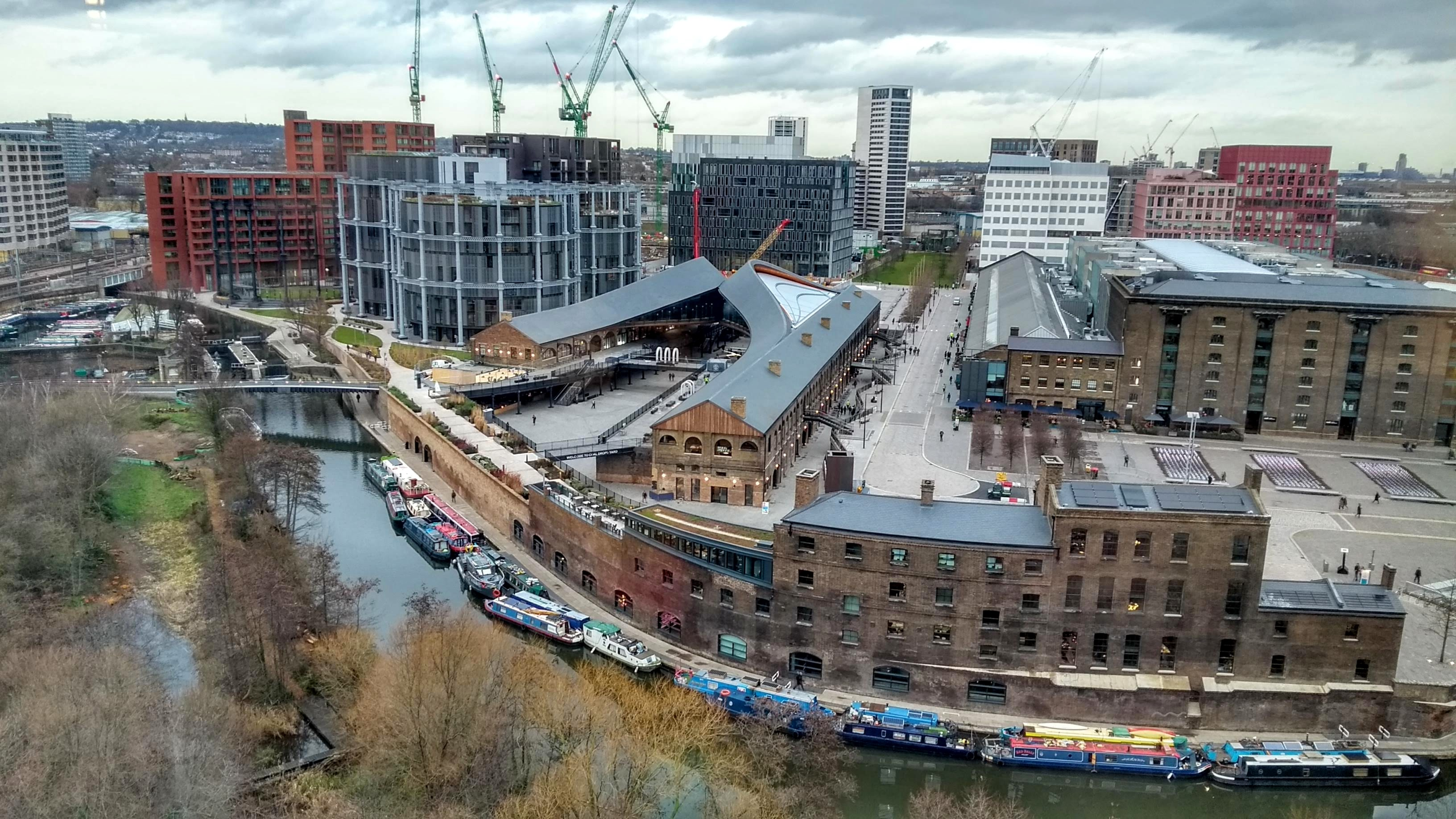
Rewitalizacja dawnych terenów przemysłowych, 2019 r.